# Egon Petri
Egon Petri (Hannover, 23 maart 1881 - Berkeley, 27 mei 1962) was een Nederlands klassiek pianist, violist, organist en muziekpedagoog.

## Jeugd en opleiding
Petri's familie was Nederlands en ook hijzelf had een Nederlands paspoort, maar hij werd geboren in Hannover in Duitsland en groeide op in Dresden, waar zijn vader Henri Petri werkte als violist. Van hem kreeg Petri vioolles en hij speelde al als tiener in het Dresdens Hof Orkest. In zijn jeugd kreeg Petri echter ook pianoles en hij koos
ervoor om zich uiteindelijk op dat instrument te richten. Hij ging studeren bij Ferruccio Busoni, die een grote invloed op zijn speelstijl zou hebben. Door Busoni legde Petri zich toe op de werken van Johann Sebastian Bach en Franz Liszt, componisten die samen met Busoni zelf voor Petri de kern van zijn repertoirekeuze zouden blijven.

## Carrière
Samen met Busoni verhuisde Petri tijdens de Eerste Wereldoorlog naar Zwitserland, waar hij Busoni bijstond bij diens pianobewerkingen van stukken van Bach. In de jaren twintig van de 20e eeuw gaf Petri les in Berlijn. Tot zijn leerlingen behoorden Victor Borge en Vitya Vronsky. In 1923 werd hij de eerste niet-Russische pianist die in de Sovjet-Unie optrad sinds de Russische Revolutie. In 1927 verhuisde hij naar Zakopane in Polen, waar hij totdat in 1939 de Tweede Wereldoorlog uitbrak zomercursussen en herfstsessies gaf en masterclasses aan geselecteerde pianostudenten. Vanaf 1929 maakte hij een aantal platenopnamen, onder meer voor Columbia Records.

## Emigratie
Na het begin van de oorlog emigreerde Petri naar de Verenigde Staten van Amerika, waar hij eerst werkte aan de Cornell University en later aan het Mills College in Oakland in Californië. Hij was een invloedrijk figuur tussen de vele pianisten van het midden van de 20e eeuw en pianisten als Earl Wild, Ozan Marsh en John Ogdon studeerden bij hem. Petri had een superbe techniek en een krachtige klankkleur in zijn spel. Hij was een toonaangevende uitvoerder van de grote werken van Beethoven, Liszt en Brahms.
Petri overleed in 1962 in Berkeley, Californië.